# Corallichirus placidus
Corallichirus placidus är en kräftdjursart som först beskrevs av De Man 1905.  Corallichirus placidus ingår i släktet Corallichirus och familjen Callianassidae. Inga underarter finns listade i Catalogue of Life.